# Hotel Shangri-La (Singapur)
El hotel Shangri-La ("Shangri-La hotel Singapore") es un hotel de lujo de cinco estrellas situado en Orange Grove Road, Orchard Road, Singapur.
Inaugurado el 23 de abril de 1971, el hotel es el buque insignia y el primer hotel de Shangri-La Hotels and Resorts. El hotel cuenta con 747 habitaciones y suites repartidas por el ala de la torre, ala del jardín y ala del valle, 127 apartamentos con servicio y 55 viviendas de lujo en condominio. El hotel cuenta con 6 hectáreas de jardines que son visibles a través de las paredes de cristal que rodean el vestíbulo y desde las áreas de comedor, y ha sido referido como "el otro jardín botánico de Singapur". También ha ganado premios, incluyendo la elección de los viajeros de TripAdvisor 2012: Los 25 mejores hoteles en Singapur.

El hotel es el anfitrión anual de una reunión de ministros de Defensa, jefes permanentes de ministerios y jefes militares de 28 estados de Asia y el Pacífico desde 2002, que se ha conocido como el "Diálogo Shangri-La". El 7 de noviembre de 2015, el hotel sirvió como sede de un encuentro histórico entre el líder supremo de la República Popular China, Xi Jinping, y el presidente de la República de China, Ma Ying-jeou, el primer encuentro entre China y Taiwán desde la revolución comunista de 1949.

## Tower Wing

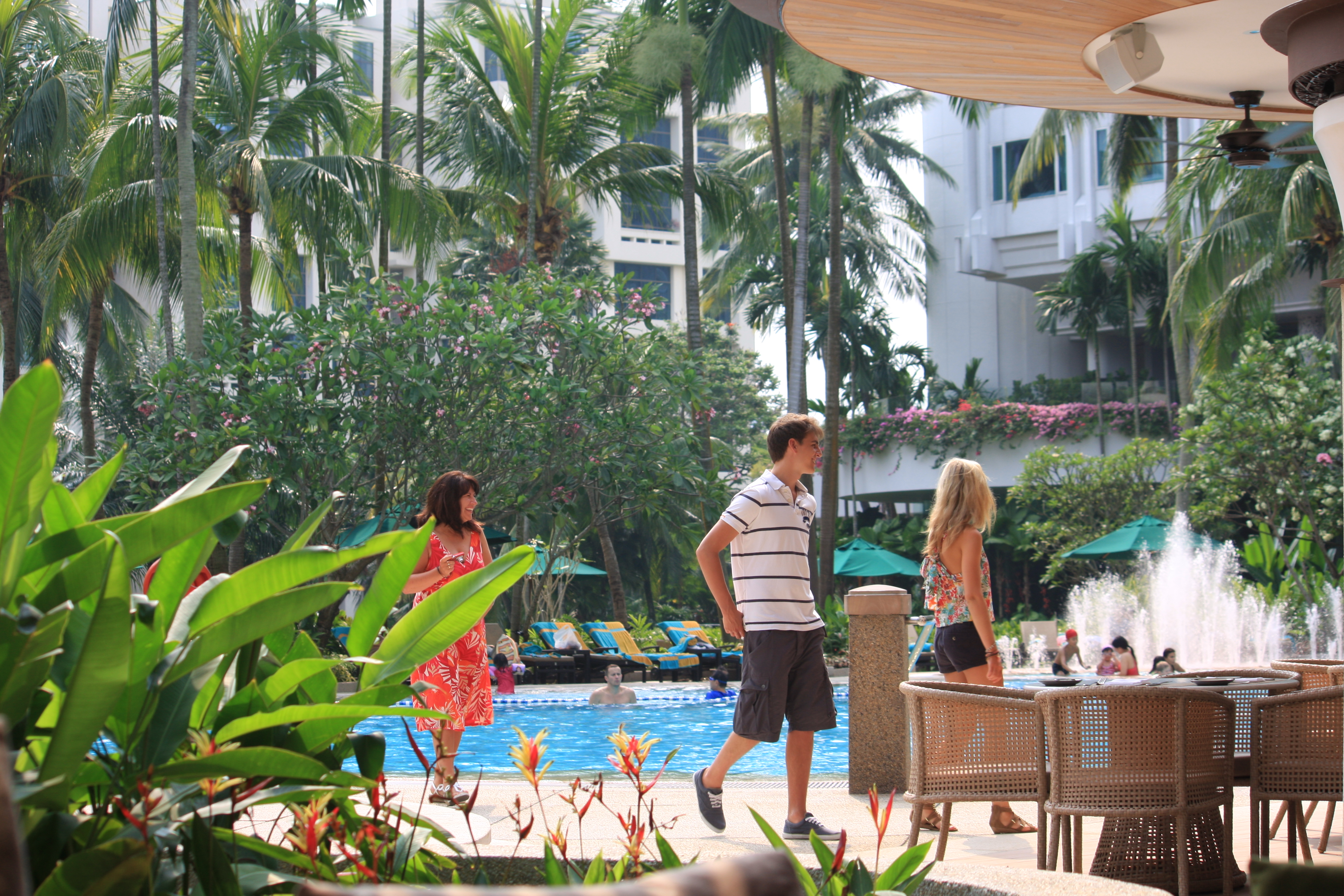
Desayuno en la piscina

Inaugurado en 1971, la Tower Wing es el ala principal del hotel y alberga las habitaciones de lujo, habitaciones ejecutivas, habitaciones del Horizon Club y Horizon Premier Suite. Además de las habitaciones y suites, la mayoría de los restaurantes del hotel se encuentran en la llamada Tower Wing.

## Garden Wing

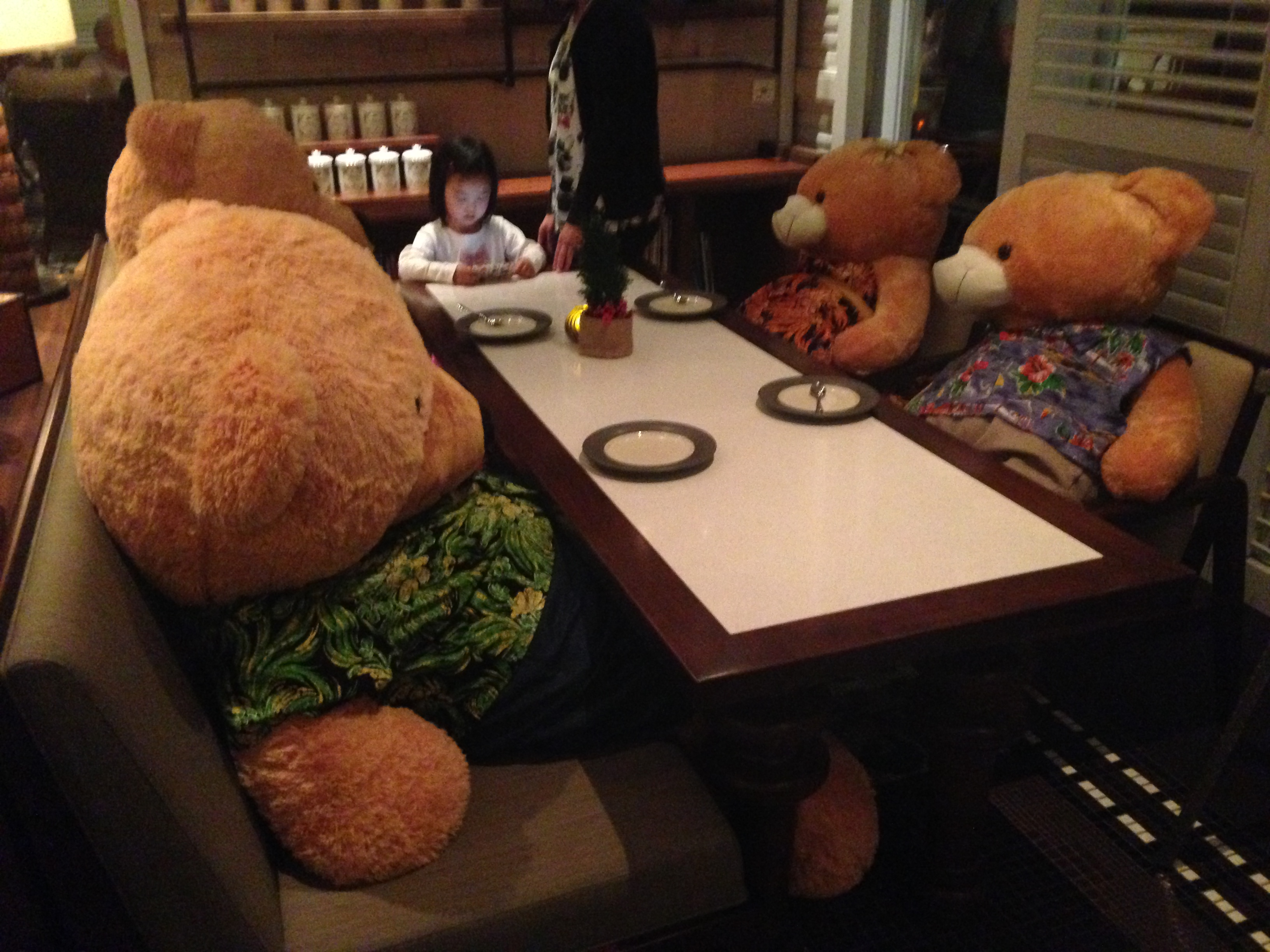
Osos de peluche a la hora de la cena en el restaurante Waterfall

La llamada Garden Wing o ala del jardín, que se abrió en 1978, constituye el retiro tropical de la ciudad. Tenía habitaciones de lujo y suites de uno y dos dormitorios. Además de estas habitaciones, hay 6,1 ha de jardines tropicales dentro del ala, que albergan más de 110 variedades de plantas, que incluía una cascada y un estanque de koi. El Garden Wing también tenía un restaurante llamado Waterfall Café, donde los huéspedes podían cenar en la piscina del hotel.
En 2011, el "Garden Wing" cerró para su renovación y reabrió el 31 de mayo de 2012, después de ocho meses, tras una renovación que costó 66 millones de S$ (dólares de Singapur). Mientras que las 6,1 hectáreas de jardín tropical permanecen, las opciones de habitaciones en el ala del jardín ahora incluyen habitaciones de lujo, suites de un dormitorio y suites "premier" con balcón. Además de los cambios en las habitaciones, también se han introducido nuevas opciones de comedor y bienestar. La Cascada, un restaurante de inspiración mediterránea que gira alrededor de la cocina sana, abrió sus puertas el 19 de julio de 2012. CHI, el spa del Shangri-La, inaugurado el 7 de diciembre de 2012, es un servicio de spa del Shangri-La Hotel and Resorts Group.

## Valley Wing
Inaugurado en 1985, la llamada Valley Wing o ala del valle es el ala más exclusiva del hotel y atiende a los viajeros de lujo de gama alta. Las habitaciones disponibles en el ala del valle son las habitaciones de lujo, suites de un dormitorio, suites de lujo, suites de dos dormitorios y la suite presidencial "Shangri-La".
El ala del valle también tiene su propia entrada privada y camino de acceso, área de la recepción, salón funcional y comedor privado del desayuno para los huéspedes que permanecen en el ala.

## Restaurantes y balneario
Los establecimientos de comida y bebidas en el Hotel Shangri-La de Singapur son operados por la misma dirección.
Además, encontramos la zona de spa CHI, el spa de Shangri-La, un servicio del hotel que abrió sus puertas el 7 de diciembre de 2012. Está ubicado en el Garden Wing del hotel y ofrece tratamientos influenciados por la cultura local.